# Csokonyavisonta
Csokonyavisonta là một thị trấn thuộc hạt Somogy, Hungary. Thị trấn này có diện tích 81,29 km², dân số năm 2010 là 1634 người, mật độ 20 người/km².